# 阿德里安·贾丁
阿德里安·贾丁（英語：Adrian Jardine，1933年8月23日—），英国男子帆船运动员。他曾代表英国参加1964年和1968年夏季奥林匹克运动会帆船比赛，其中1968年奥运会获得一枚铜牌。